# Tony Skinn
Anthony Oludewa Jeffrey Skinn, detto Tony (Lagos, 8 febbraio 1983), è un allenatore di pallacanestro ed ex cestista nigeriano, professionista in Europa.

## Carriera
Con la Nigeria ha disputato i Giochi olimpici di Londra 2012.